# Sirius (cépage)
Pour les articles homonymes, voir Sirius (homonymie).
Le sirius  est un cépage de raisins blancs.

## Origine et répartition géographique
Le sirius  est une obtention de Gerhardt Alleweldt en croisant Bacchus x Villard blanc dans les installations du Institut für Rebenzüchtung Geilweilerhof à Siebeldingen (Rhénanie-Palatinat) en Allemagne. Le cépage fait partie de la liste des classements de cépages pour la production de vin suivant l’Article 20 du règlement (CE) no 1227/200.
En Belgique, il est autorisé pour l'AOC flamande Hageland.
Le vin blanc du cépage ressemble légèrement à un vin de riesling.

## Synonymes
Le sirius  est connu sous les noms Zuchtnummer Gf. Ga-51-27 et Geilweilerhof Ga-51-27